# 皮特·肖内西
彼得·安东尼·肖内西（Peter Anthony “Pete” Shaughnessy，1962年9月16日 - 2002年12月15日）是英格兰心理健康活动家、疯子尊严运动的创始人之一。皮特生于南伦敦，当过公交司机，1992年发生精神疾病，曾参与绝食抗议，年末被送进病院。之后他与Robert Dellar、Simon Barnett等人发起疯子尊严运动，阻止政府对精神病患者进行强制药物治疗。2002年12月15日卧轨自杀。